# Эрик Моркам
Джон Эрик Бартоломью, кавалер ордена Британской империи (14 мая 1926 — 28 мая 1984), известный под своим сценическим псевдонимом как Эрик Моркам, британский комик, выступавший в комедийном дуэте «Моркам и Уайз» с Эрни Уайзом. Их совместная работа длилась с 1941 года до смерти Моркама в 1984 году. Моркам заимствовал свой творческий псевдоним из названия родного города, морского курорта Моркам.
Он снимался в телевизионном шоу The Morecambe & Wise Show, и один из выпусков про рождество посмотрело более 27 миллионов человек. В 2002 он попал в список 100 Величайших Британцев по итогам голосования BBC.
Моркам, прежде переживший два сердечных приступа в 1968 и 1979, скончался от инфаркта в больнице, куда его доставили после выступления в Театре Розы.

## Детство и первые выступления
Джон Эрик Бартоломью родился в Моркаме, графство Ланкашир в семье Джорджа и Сэди Бартоломью (урожденная Сара Элизабет Робинсон). Сэди работала официанткой, чтобы Эди мог брать уроки танцев. В то время Эди Бартоломью выиграл ряд конкурсов талантов, в том числе в Хойлэйке в 1940 году, где выиграл прослушивание у Джека Хилтона.
Через три месяца после прослушивания, Хилтон пригласил Моркама участвовать в эстрадном представлении Youth Takes a Bow, где он познакомился с Эрнестом Уайзом. Скоро они стали близкими друзьями и при поддержке Сэди начали работать над созданием творческого дуэта.
Когда дуэту разрешили устраивать представления на сцене (в дополнение к их сольным номерам), Хилтон был достаточно впечатлён и сделал дуэт постоянной частью представления. Однако дуэт распался, когда молодых людей по совершеннолетию призвали на военную службу в конце Второй Мировой войны. Уайз присоединился к торговому флоту, а Моркама призвали работать в угольных шахтах в Аккрингтоне с мая 1944.

## Бартоломью и Уайзмен
После войны, Моркам и Уайз возобновили представления на сцене, радио и подписали контракт BBC для создания короткометражной телепередачи Running Wild к 1954 году. Они вернулись на сцену отточить мастерство и позже появились передачах Sunday Night at the London Palladium (Воскресная ночь в театре Лондон Паладиум) и Double Six.

## Один другого стоит: 1961—1968
В 1962 году Лью Грейд предложил дуэту серию выступлений на телеканале ATV. Сценарий программы «Один другого стоит» написали Дик Хиллс и Сид Грин. Профсоюз актёров Эквити выступал против шоу, но Моркам и Уайс были членами Федерации эстрадных артистов, тогда ещё независимого от Эквити профсоюза. Хиллс и Грин появились позже в передаче под именами Сид и Дик.
Трансляция шестой серии программы Моркама и Уайса на ATV планировалась по всей Великобритании, а также в США и Канаде.
В передаче снимались приглашённые звезды, в том числе американские актёры. Передачу показывали в Северной Америке по каналу ABC вместо The Hollywood Palace под названием The Piccadilly Palace с 20 мая по 9 сентября 1967 года.
Также дуэт выступал в США в шоу Эда Салливана. В 1968 году Моркам и Уайс ушли из ATV и вернулись на BBC.

## Первый сердечный приступ
Когда актёры выступали в Грейт-Ярмут во время летнего сезона, Моркам написал в своём дневнике «я чувствую слабую боль в груди слева, возможно это сердце. Думаю ничего страшного, но это продолжается уже 4 дня. Совсем не подходящее время для этого.»
Моркам был ипохондриком, он редко писал о своих проблемах со здоровьем до первого сердечного приступа. На тот момент Моркам выкуривал 60 сигарет в день и сильно пил. В свои 42 года он перенёс сердечный приступ 8 ноября 1968 года, когда он возвращался в отель за городом Лидс.
На протяжении недели Моркам выступал вместе с Уайсом на ночных представлениях на Эстрадном Ктубе Батли в графстве Йоркшир. Моркам и Уайс приехали туда на неделю в декабре 1967 года и заработали 4000 фунтов. Затем их пригласили играть в ночном клубе Нью-Йорк, Королевском эстрадном представлении и затем в течение восьми недель провести рождественские представления для детей в предстоящую зиму.
Когда Моркам направлялся обратно в отель, как он рассказал в интервью Майклу Паркинсону в ноябре 1972 года, боль распространилась по всей груди и он не смог управлять автомобилем. Его спас прохожий, сразу как он остановил машину. В первой больнице не оказалось отделения реанимации и интенсивной терапии. Во второй ему диагностировали инфаркт.
После выписки из больницы, Моркам бросил курить сигареты и перешёл на трубку, как он отметил, пытался бросить ещё в августе 1967 года. Он также перестал участвовать в летнем и зимнем сезоне выступлений, а также значительно уменьшил количество эстрадных представлений. Моркам взял отпуск на полгода, и появился в эфире во время пресс-звонка в центре телевидения BBC в мае 1969 г. В августе того же года, Моркам и Уайс вернулись на сцену театра Уинтергарден в Борнмуте, где ему аплодировали стоя 4 минуты.

## Работа с BBC: 1968—1978
В то время как Моркам выздоравливал, Хиллс и Грин думали, что он вероятно, никогда не работать, перестали писать сценарий и уволились. Случилось это когда Моркам и Уайс были на Барбадосе, и о новости они узнали только в самолёте от стюарда. Джон Аммондс, продюсер шоу, заменил Хиллса и Грина на Эдди Брабена. Театральный критик Кеннет Тайнен заявил, Брабен сделал героя Уайса не смешным, а Моркамб превратился в смешного комика второго плана. Брабен сделал их менее враждебными друг к другу.
Моркам и Уайс проводили ежегодные рождественские шоу на BBC с 1968 по 1977 год, причём с 1977 года аудитория зрителей приблизительно насчитывала 28,385 млн человек. В 1976 году они оба были удостоены Ордена Британской империи Жена Моркама, Джоан должна была получить орден в 2015 году за работу с детскими благотворительными организациями.

## Работа с Thames Television: 1978—1983
В январе 1978 года, дуэт ушёл из BBC и комики подписали контракт с Лондонским каналом ITV на станции Thames Television.
Моркам перенёс второй инфаркт в своём доме в Харпендене, в графстве Хартфордшир, 15 марта 1979 года, после чего, 25 июня 1979 года он перенёс операцию по созданию искусственного кровообращения. Оперирующий врач, Магди Якуб сказал, что Моркам возможно проживёт ещё три месяца.
Моркам все больше хотел уйти из дуэта и начать писать и играть что-нибудь новое. В 1980 году он играл «веселого дядюшку» в инсценировке поэмы Джона Бетжемена «Игры у Ньюбери», как часть ITV с специальным названием Британия Бетжемена. Чарльз Уоллес был как продюсер, так и режиссёр, и он породил начало новых рабочих отношений, которые в 1981 году вылились в новый проект для Paramount Pictures под названием «Поздно цветущая Любовь», где Моркам сыграл майора ВВС Великобритании. Фильм показали в Великобритании вместе с фильмом «Индиана Джонс: В поисках утраченного ковчега». В 1981 году Моркам опубликовал трагикомический роман «Мистер Одиночество» о стендап комике. Больше внимания он стал уделять написанию романов и сценариев.
Моркам и Уайс сняли серии для осенних показов 1980 до 1983 г.г. Также они появились вместе в специальном часовом выпуске «Эрик и Уайс и их творчество» на ITV 2 марта 1983 года, где они вспоминали свою музыкальную карьеру. За это время Моркам опубликовал два других романа: Ленивый вампир (1982) и его продолжение, Месть вампира (1983).
Завершаюшее представление Моркама и Уайса прошло в 1983 году в рождественской передаче на ITV.
Дружеский дуэт работал над фильмом «Ночной поезд к убийце» для ITV с 1983 по январь 1985 года. Продолжая своё сотрудничество с режиссёром Уоллесом, Моркам также сыграл в короткой комедии студии MGM под названием The Passionate Pilgrim с Томом Бейкером и Мэдлин Смит. Картина вышла в прокат в кино с фильмом о Джеймсе Бонде «Осьминожка», а затем с «Военными играми». Когда Уоллес и Моркам уже сняли половину четвёртого фильма, Моркам умер. Фильм остался незавершённым.

## Личная жизнь
Эрик Моркам женился на Джоан Бартлетт 11 декабря 1952 года. В браке было трое детей: Гейл (14 сентября 1953), Гэри (21 апреля 1956) и Стивен (родился 1970 и усыновлён в 1974). В свободное время Эрик обожал наблюдать за птицами; и статуя, посвящённая в его честь, изображает его держащим бинокль. Королевское общество защиты птиц назвало в честь него смотровую площадку для наблюдения за птицами рядом с заповедником Лейтон Мосс (реконструированном в 2012 году) в знак признания его поддержки. Моркамб был племянником, и назван в честь легионера регби, футболиста Джона «Джек» Бартоломью.
Моркам поддерживал консервативную партию и отправлял письмо поддержки Маргарет Тетчер, когда она выиграла выборы в Британии 1979 года и желал победы на европейских выборах того же года. В конце письма он написал: «Бог благословляет вас, Мэгги, желаю победить на выборах в Европе»

## Смерть
В мае 1984 года Моркам принял участие в воскресном шоу, который вёл его близкий друг комик Стэн Стеннетт в театре Розы в городе Тьюксбери. Его жена, Джен, присутствовала на представлении и вспоминает, что Моркам был «в прекрасной форме».
После окончания шоу Моркам покинул сцену первый, а музыканты вернулись забрать инструменты. Он поспешил обратно на сцену к ним и проиграл 6 звонков на разных инструментах за занавесом. Третий за 16 лет приступ случился, когда он зашёл за декорации. Его повезли в больницу общего профиля в Челтнеме, где он умер в 4 утра 28 мая 1984 года.
Похороны состоялись 4 июня в церкви святого Николая в Харпендене, тело кремировали в Гарстоне, и прах позднее был перенесён обратно в церковь и погребён в Garden of Remembrance.